# روسالیادکاسترو
روسالیادکاسترو (Rosalíadecastro) یا اچ‌دی ۱۴۹۱۴۳ یک ستاره است که در صورت فلکی مارافسای قرار دارد.
در ۱۷ دسامبر ۲۰۱۹، به عنوان بخشی از پروژه NameExoWorlds اتحادیه بین‌المللی اخترشناسی، ستاره HD 149143 به افتخار شاعر اسپانیایی روسالیا د کاسترو، که یکی از چهره‌های شاخص فرهنگ گالیسیایی و نویسنده برجسته اسپانیایی بود و در آثار او اشارات زیادی به شب و اجرام آسمانی دیده می‌شود، نام روسالیادکاسترو را به خود گرفت.